# Rossberghütte
Die Rossberghütte ist eine Selbstversorgerhütte der Sektion Salzburg des ÖAV auf 1000 m ü. A. Höhe am nördlichen Rand des Tennengebirges im Gemeindegebiet von Scheffau am Tennengebirge. Sie ist stets verschlossen, jedoch in der Regel für Alpenvereinsmitglieder (angemeldete Gruppen) mit dem AV-Schlüssel des Hüttenwarts zugänglich. Gelegentlich wird die Hütte für Veranstaltungen der zuständigen Sektion Salzburg des Österreichischen Alpenvereins genutzt. Ansonsten ist es ein reizvolles Ziel für Wanderer, natürlich ohne Bewirtschaftung. Die Hütte ist nur bedingt für Plateauüberschreitungen geeignet.

## Zugänge
- Von Oberscheffau (500 m, Gasthaus Lammerklause) über Road, Gehzeit: 1,5 Stunden
- Von Unternberg (700 m, bei Abtenau) über Klausgraben, Gehzeit: 1,5 Stunden

## Übergänge
- Edelweißerhütte (2350 m) über Schwer, Scheiblingkogel, Bühel und Wengerscharte, Gehzeit: 6 Stunden
- Im Winter sind verschiedene Skitouren möglich, unter anderem zur Stefan-Schatzl-Hütte (im Sommer nicht möglich)

## Gipfelbesteigungen
- Scheiblingkogel (2290 m) über Schwer, Gehzeit: 3 Stunden